# Kalemegdan

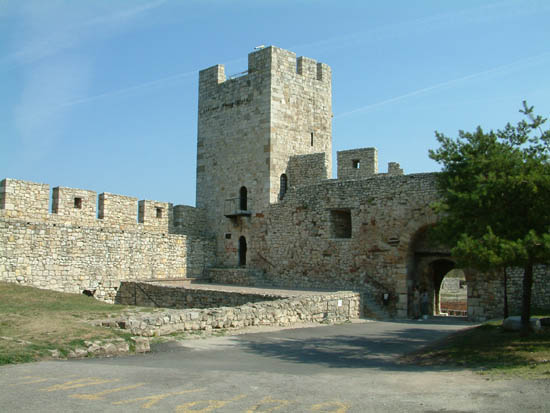
Parte do Kalemegdan, com a Torre de Dizdar em destaque.

O Kalemegdan (Kалемегдан / Kalemegdan em sérvio) é o maior parque de Belgrado, capital da Sérvia. Seu nome deriva das palavras de origem turca kale (que significa “fortaleza” ou “castelo”) e megdan (que simboliza “campo de batalha”). Kalemgdan portanto representa "o campo da fortaleza" e denota o território que antecede o forte propriamente dito, no caso, a Fortaleza de Belgrado (Beogradska Tvrđava). No uso corriqueiro, tanto o parque quanto o forte são simplesmente denominados Kalemegdan.
O local abrange um complexo de construções remanescentes do desenvolvimento de Belgrado nos últimos 12 séculos. É possível visualizar desde as primeiras muralhas construídas pelos romanos no século I, o forte erguido no período de Estêvão III Lazarević (quando Belgrado tornou-se capital do Império da Sérvia pela primeira vez) e as sucessivas reformulações conduzidas durante as ocupações otomanas e austríacas.

## Singiduno
Ainda na pré-história os povos migrantes notaram a posição estratégica da pequena colina que se ergue no cruzamento dos rios Sava e Danúbio, na península balcânica. O ponto permitia uma visão privilegiada dos afluentes e das planícies que se estendem para oeste e norte. Estudos arqueológicos apontam que as primeiras povoações no local da Fortaleza de Belgrado surgiram ainda no neolítico. Celtas instalaram-se nas proximidades durante o século III a. C, porém nenhum indício dessa ocupação foi descoberto no território de Kalemegdan.
Romanos instalaram no local uma fortificação militar no final do século I, denominando-a Singiduno, uma versão latinizada da palavra celta singidun. Era uma região fronteiriça do Império Romano, cujo limite se estendia ao norte seguindo o Danúbio. O imperador romano Tito Flávio fundou sua quarta legião (exército de cerca de 6 mil homens) na fortificação de Singiduno. No século II, a madeira seria substituída pela pedra como matéria-prima da construção, que então ocupava o que é hoje conhecido como Cidade Alta e parte do Parque Kalemegdan. A presença maciça de militares atraía centenas de artesãos e comerciantes. Em 441, o Singiduno romano foi totalmente devastado pelos hunos, esvaziando a cidade.

## Eslavos

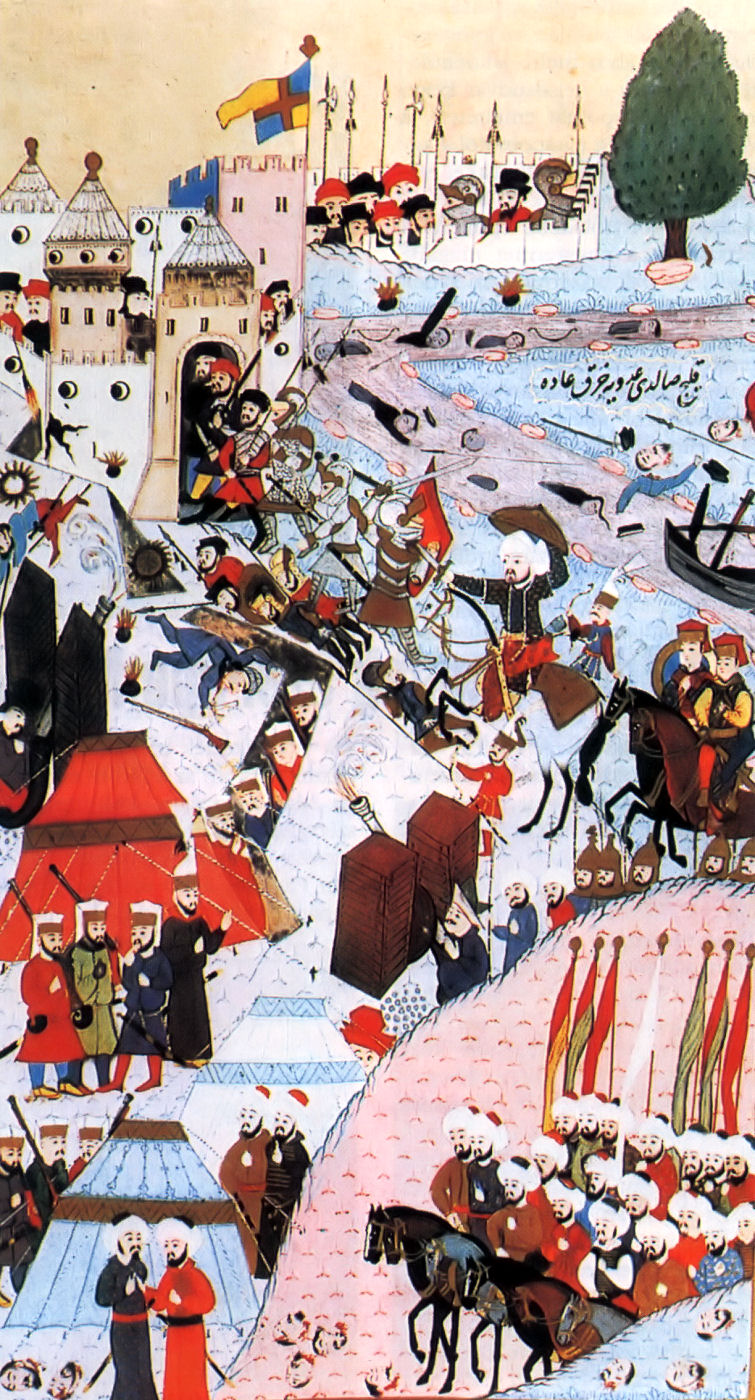
O Cerco de Belgrado em 1456.

Na Alta Idade Média, o Imperador Justiniano, do Império Romano do Oriente (ou Império Bizantino), determinou a construção de uma grande muralha para cercar Singidinum e protegê-la das invasões bárbaras. Assim como outras localidades de fronteira, a fortificação foi alvo de ataques dos hunos, ostrogodos e samaritanos. Em um segundo momento, foi deu-se a chegada dos eslavos, cuja permanência coincide com o surgimento da palavra Belgrado durante o século IX (o primeiro registro escrito data de 879). No século XI, a cidade virou posto de fronteira do Império Bizantino, e, no século XII, recebeu um novo castelo com guarda militar permanente. Ao final do mesmo século, a cidade foi anexada ao Reino da Bulgária, depois do reposicionamento da fronteira bizantina para o sul.
Sérvios assumiram Belgrado pela primeira vez em 1284, quando Estêvão Uroš II Milutino (1282 - 1321) tomou o local buscando repensar a fronteira com os búlgaros. Estêvão III Lazarević (1389-1427) estabeleceu Belgrado como a capital do Império da Sérvia em 1404, impulsionando o comércio e a vida cultural. Na Cidade Alta foi construído um castelo para o rei, enquanto a Cidade Baixa abrigava o restante da população civil.
Depois da morte de Estêvão III Lazarević, Belgrado e sua fortaleza foram retomados pelos búlgaros, que usariam o ponto para se defender do ascendente Império Otomano. A cidade tinha então o maior forte do Danúbio, que barraria a ofensiva muçulmana na Europa por quase 70 anos. O primeiro ataque ocorreu em 1440, quando a cidade resistiu munida da mesma fortaleza deixada por Tsar Estevão III. Logo seriam implementadas melhorias nos portões e nos pontos de observação para receber e repelir o fulminante ataque de 1456 conduzido pelo conquistador muçulmano Maomé II, o Conquistador, que havia poso fim ao Império Bizantino ao tomar Constantinopla em 1453. A derrota turca, no que ficou conhecido como Cerco de Belgrado, repercutiu por toda a Europa, e Belgrado foi celebrada como a Guardiã do Cristianismo (Antemurale Christianitatis, em latim).

## Hasburgos
Com a expansão otomana seguindo para o norte, Belgrado perdeu importância e sua fortaleza tornou-se rapidamente obsoleta. Depois do fracasso do cerco de Viena, em 1683, o Império Otomano entrou em decadência, perdeu território, e a antiga Singiduno voltou a ser posto de fronteira (ler Zemun). O forte, incapaz de proporcionar defesa contra a moderna artilharia austríaca, foi conquistado por Maximiliano da Bavária em 1688. No entanto, uma rápida retirada dos hasburgos concedeu a cidade aos turcos já em 1690. Os otomanos, para não repetir o deslize anterior, investiram pesadamente na modernização do forte e, para tanto, contrataram o austríaco foragido Andréa Coronaro. A implementação de anteparos contra a artilharia mostrou-se pouco eficiente já que os germânicos voltaram a ocupar Belgrado em 1717.
O novo administrador fez grandes transformações na bastilha. Foram implantadas os princípios de Voban, criadas pelo marechal e arquiteto francês Sebastian Voban (1633-1707). Uma série de muralhas dispostas em desníveis, formando pontas que remetem a estrelas, começaram a ser construídas e seriam cercados por uma extensa trincheira. Mas, em 1979, a cidade foi recambiada aos turcos, seguindo as determinações do Tratado de Paz de Belgrado, com quase totalidade das edificações recém-erguidas completamente devastadas (a destruição levou cerca de 6 meses). Turcos reconstruíram parte das fortificações, seguindo as técnicas construtivas do inimigo. O resultado é uma fortaleza próxima àquela que existe hoje. Hasburgos voltariam à Belgrado mais uma vez, no final do século XVIII, mas sem promover mudanças significativas na paisagem da cidade.

## Sérvios
Sérvios tomaram o forte entre 1807 e 1813, durante o Primeiro Levante Sérvio lidarado por Karađorđe Petrović. Turcos renderam a fortaleza definitivamente em 1867 para Mihail Obrenović. Logo, o terreno em frente às muralhas foi transformado em parque – o Kalemegdan. Nas duas guerras mundiais do século XX, a construção perderia a função defensiva, mas seria palco de grandes batalhas. Na Segunda Guerra Mundial, com bombardeios da Luftwaffe e, depois, dos Aliados, alguns setores do Kalemegdan foram seriamente avariados. No pós-guerra, a fortificação foi tombada pelo governo da Iugoslávia.
Hoje, lendas urbanas falam de passagens secretas e túneis que conectam não apenas partes do Kalemegdan, mas quase toda a área central de Belgrado. Sabe-se que algumas galerias da fortaleza estão interditadas para a visitação pública, mas é possível achar guias para conhecer tais conexões em passeios noturnos.

## Inventário do Kelemegdan
- Monumento de Gratidão à França
- Monumento ao Vistorioso (Pobednik)
- Monumento ao Tsar Estevão
- Portão Karađorđe
- Portão Stombol (interno)
- Portão Stombol (externo)
- Portão Real
- Portão do Déspota
- Portão Tsar Carlos IV
- Portão Vidin
- Portão Leopoldo
- Portão Defterdar
- Museu Militar
- Museu de História Natural
- Galeria do Instituto de Proteção dos Monumentos de Belgrado
- Galeria Cvjeta Zuzorić
- Torre Sahat
- Torre Nemanja
- Castelo Metropoltski
- Amam
- Cozinha Militar
- Igreja Ruzica
- Capela de Santa Petka
- Fonte Velha (ou Fonte Romana)
- Fonte de Mehmed-paša
- Zoológico de Belgrado
- Observatório e planetário

Kalemegdan está aberto ao público 24 horas por dia, gratuitamente. Durante o verão (junho a setembro), são realizadas periodicamente festas dançantes ao ar livre dentro do próprio castelo, como a Indie-Go.